# Westmoreland (Tennessee)
Westmoreland è un comune degli Stati Uniti d'America, situato nello Stato del Tennessee, nella Contea di Sumner.